# Mr. Sunshine (1986)
Mr. Sunshine was een Amerikaanse sitcom, die van 28 maart tot 24 mei 1986 door de American Broadcasting Company (ABC) werd uitgezonden.

## Achtergrond en inhoud
Paul Stark (Jeffrey Tambor) is een professor uit Engeland. Hij heeft zijn zicht verloren en zijn vrouw is overleden bij een auto-ongeluk. Sindsdien woont hij alleen. Stark is ondanks zijn handicap erg onafhankelijk. In de serie stonden de strubbelingen van de blinde Stark centraal en de grappen richtten zich op zijn blindheid.
De televisieserie was controversieel. De American Foundation for the Blind en verschillende afdelingen van de Amerikaanse National Federation of the Blind stuurden boze brieven naar de American Broadcasting Company. Lewis Erlicht, toenmalig voorzitter van de ABC, verklaarde in een interview in TV Guide dat ze ervoor moesten zorgen dat de kijkers zich niet oncomfortabel voelden.

## Rolverdeling
- Jeffrey Tambor als de blinde professor Paul Stark
- Barbara Babcock als mevrouw June Swinford, de hospita van Stark
- Leonard Frey als collega-professor Leon Walters
- Cecilia Hart als Janice Hall, een rechtlijnige vriendin
- David Knell als Warren Leftwich
- Nan Martin als Grace D'Angelo, de sarcastische secretaresse van Stark[1]